# 살바도르 아옌데
살바도르 기예르모 아옌데 고센스(스페인어: Salvador Guillermo Allende Gossens, 문화어: 쌀바도르 알옌데, 1908년 6월 26일~1973년 9월 11일)는 칠레의 소아과 의사 출신 정치인이다. 1970년 칠레 대통령 선거에서 36.62% 득표율로 승리하여 라틴 아메리카에서 최초로 민주 선거를 통해 집권한 사회주의 정당(칠레사회당)의 대통령이 되었다. 그러나 3년 후 아우구스토 피노체트 국방 장관의 1973년 칠레 쿠데타에 저항하다 자살하였다.

## 생애

### 성장과 청년기
살바도르 아옌데 고센스는 발파라이소의 중상류계급 집안에서 태어났다. 그의 할아버지 라몬 아옌데는 1860년대 칠레 교육역사에서 처음으로 로마 가톨릭 교회와 관련이 없는 비종교계 학교를 설립하였다. 그의 아버지 살바도르 아옌데 카스트로 변호사와 삼촌들 역시 급진당의 핵심당원이었다. 아옌데는 16살에 중등학교를 졸업하고 꼬라세로스 기마 연대에 입소해 병역의무를 마친뒤 1926년부터 칠레 대학교에서 의학을 전공하였다. 집안 분위기의 영향으로 정치에 관심이 있던 아옌데는 학생운동에 참여했으며, 의대생 시절 민중들의 비참한 생활을 목격하면서 사회주의에 입문하였다. 엄밀하게 말하면 마르크스, 레닌, 트로츠키의 저작들을 읽으면서 사회정의, 빈곤과 질병의 관계등에 대한 신념을 정리할 수 있었던 것으로, 이러한 정치활동 경력은 카를로스 아바녜스 독재정권시절 옥고를 치르게 하였다. 1932년 급진 군인들의 사회주의 공화국이 무너진 뒤 또 수감된 아옌데는 청렴결백한 변호사였던 부친의 죽음을 계기로 사회변혁에 헌신할 것을 다짐한다. 보수적인 병원들로부터 일자리를 거부당하자 병리학 조수로 근무한 그는 빈민들의 시신을 부검하는 일도 했는데, 이를 통해 빈민들의 어려움을 확인할 수 있었다. 병리학 조수로 일하면서 빈민들이 얼마나 비참하게 사는지 깨달은 경험은 그가 사회를 변혁하는 이념으로서 사회주의에 더욱 관심을 갖게 하였다.

### 선거

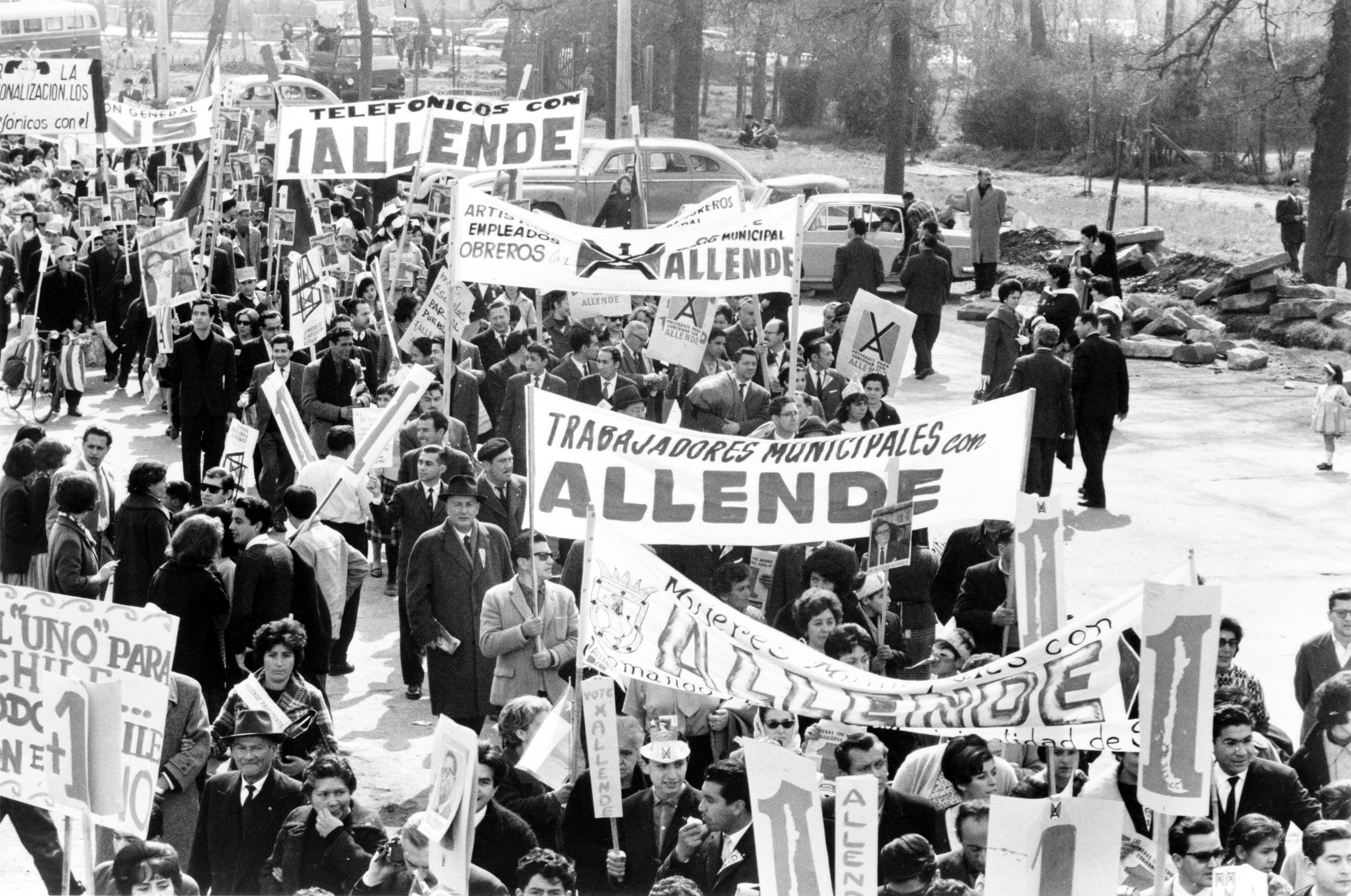
1964년 아옌데를 지지하는 칠레 노동자들의 행진

1970년 아옌데는 칠레 대통령 선거에서 칠레 사회주의정당들의 연합 정당인 인민 연합(스페인어: Unidad Popular, 칠레 사회민주당과 칠레 공산당의 연합 정당) 후보로 출마했다. 1970년 9월 4일 그는 34.9% 지지를 받은 호르헤 알레산드리 전 대통령을 누르고 36.2%를 득표하여 근소한 차로 승리했다. 3위로는 27.8%를 얻은 아옌데와 정강이 비슷했던 기독교 민주당의 라도미로 토믹이었다. 당시 칠레 헌법에 따르면 선거에서 승리하기 위해서는 과반의 득표가 필요했으며, 대선 후보가 과반수의 표를 얻지 못할 경우 의회가 상위 득표자 후보 둘 가운데 한 명을 당선자로 정할 수 있었다. 그래서 1958년 전 대통령 호르헤 알레산드리는 과반에 미치지 못하는 31.6%를 얻고도 아옌데에 승리한 바 있었다. 이때도 법에 따라 의회는 두 후표의 표차에 상관없이 결선 투표를 하는데, 아옌데가 차기 대통령으로 당선될 수 있었다.
CIA는 쿠바가 아옌데의 선거 운동에 350,000$를 지원했다고 주장했다.

### 군부의 반발
그해 10월 22일 칠레군 총사령관 레네 슈네이데르(René Schneider) 장군이 그를 납치하려던 로베르토 비오 장군 일당에게 저항하다 총에 맞는 일이 일어났다. 병원에서 치료를 받았으나 사흘 만에 부상으로 사망했다. 같은 시도가 19일과 20일에 두 번 있었다. 비오 장군의 납치 계획은 CIA의 지원을 받은 것이었다. 그러나 미국의 대통령 국가 안보 보좌관 헨리 키신저는 마지막 시도에서 자신이 이 계획을 연기하도록 명령했다고 주장한다. 슈네이데르는 군대는 본분에 충실하게 국가 주권을 보위하는 것이지 정치를 방해하는 것이 아니라고 주장하는 헌법주의 독트린의 옹호자였다.
그때 슈네이데르 장군의 죽음 소식은 불신을 받았고, 10월 24일 의회가 최종 선택한 아옌데에 대해 군사적 반대, 10월 26일 에두아르도 프레이 대통령은 카를로스 프라츠를 슈네이데르를 이어 후임 총사령관으로 임명했다.
아옌데는 기독교 민주당이 자신들에 대한 의회 지원을 받는 대신에 제안한 헌법 보장 협약에 서명하여 1970년 11월 3일에 대통령직에 취임했다. 레지 드브레와 인터뷰하면서 아옌데는 헌법 보장 협약에 동의한 이유를 밝힌 바 있다. 몇몇 도시에서는 아옌데가 이에 서명한 것을 단지 전술적인 행동으로 치부하기도 했다.

### 집권 이후

#### 사회주의 정책
권력을 잡자 아옌데는 사회주의를 향한 칠레의 길(La via chilena al socialismo)라는 사회주의 정책 실행에 착수했다. 이에 따르면 대규모 산업(특히 구리 광산과 은행)을 국유화하며, 정부의 의료 및 교육 복지 관리, 영양실조로 병든 어린이에 대한 무료 우유 배급(이것은 '대통령의 친구들'-GAP-이라는 집단이 독단적으로 내세운 것이기도 하지만, 소아과 의사출신 대통령인 아옌데의 바람이기도 했다.) 등이 있었다. (그리고 토지개혁 확대와 재분배는 전임 대통령인 에두아르드 프레이 몬탈바 때부터 이미 시작되었다. 그는 사유 재산의 1/5에서 1/4을 몰수하여 국유화하는 토지개혁을 시행하였다.) 아옌데 정부의 토지개혁정책은 관개된 토지 80 헥타르 이상의 모든 토지를 국유화하여, 소수 대지주들이 토지의 대부분을 독차지 하여 대다수 민중들이 가난으로 고통받는 경제적인 불평등을 해소하고자 하는 것을 목표로 하였다. 또한 아옌데 정부는 칠레 빈곤층의 사회경제적 후생을 증진하고자 하였으며, 새로 국유화한 기업이나 공공 근로 사업을 통해 일자리를 제공하여 민중들이 생계유지에 어려움이 없게 하는 것을 것을 중요하게 생각하였다.
아옌데 정권은 노후 대책을 마련하지 못한 모든 60세 이상 인구에게 연금 지급을 약속했고, 중소기업에게도 사회보험 적용 대상에 포함시켰다. 가족 보호를 전담할 정부 부처도 신설하기로 했으며, 모든 어린이에게 무상으로 우유와 아침 식사 급식을 실시하기로 했다. 모든 동네마다 모자보건진료소와 법률상담센터를 마련하기로 하는 한편, 전기와 수돗물 공급을 칠레 전역으로 확대하기로 했다. 집세는 가계 수입의 10%를 상한선으로 정해, 더 인상할 수 없도록 했다. 아옌데의 개혁정책 뼈대에는 칠레 경제를 3개 부문으로 개편하는 방안이 자리를 잡고 있었다. 그는 사회 부문, 혼합 부문, 민간 부문으로 나눠, 민주적으로 결정된 계획에 따라 긴밀히 연계될 수 있도록 했다. 가장 중요한 조처는 구리, 질산염, 요오드, 철광석, 석탄 산업과 금융, 무역, 그리고 칠레에서 가장 규모가 큰 독과점 부문들의 국유화정책이었다.

#### 경제성장
칠레의 대통령은 임기가 6년까지였으므로, 아옌데 대통령은 경제개혁을 서두를 수밖에 없었을 것이다. 경제 개조 계획(부스코빅 계획)을 계획할 뿐만 아니라, 사회주의자가 자신의 뒤를 이어 대통령이 될 수 있어야 했다. 아옌데 임기의 첫 1년 동안 경제 장관 페드로 부스코빅의 재정 확대 정책의 성과로 단기적으로 호조를 보였다. 산업 성장은 12%, GDP는 8.6%으로 성장했으며, 인플레이션은 34.9%에서 22.1%로 크게 줄었고 실업률도 3.8%로 떨어졌다. 당시 폭등하던 물가인상률을 30%대에서 15% 이하로 감소시켰다. 전 정부에서 3%도 이루지 못했던 국내총생산 성장률을 약 8% 이상까지 치솟게 했고, 산업 생산과 광산ㆍ농업 생산량도 모두 성장세를 보였다.

#### 경제정책 실패
그러나 위와 같은 사회주의 정책에 반감을 품은 다국적 기업들과 자본주의 강대국은 칠레에 대한 경제 투자를 끊기 시작했다. 이러한 결과 1972년에 칠레 에스쿠도화의 인플레이션율은 140%에 이르렀다. 1971년과 1973년 사이에 평균 실질 GDP는 1년마다 -5.6%씩 수축되었고 정부 예산 적자는 치솟고 외환보유고는 떨어졌다. 물가는 상승하는데 정부는 가격 통제를 강제하면서 상점에서 생필품은 사라지고 쌀, 콩, 설탕, 밀가루의 지하 시장이 늘어났다. 아옌데 정부는 국제 채권자와 외국 정부에 채무 디폴트를 선언했다. 또 임금을 인상하는 동시에 모든 물가를 동결했다. 지주, 고용주, 사업가, 운송 연합, 그리고 일부 공무원과 전문 노조들이 이 정책에 강하게 반발했다. 우파에서는 국민당과 로마 가톨릭 교회(1973년 교육 정책으로 인해 불만을 샀다.)이 반대했으며 나중에는 기독교 민주당도 가담했다. 해외 다국적 기업, 미국 정부와 갈등이 고조되고 있었다. 1970년에서 1971년 동안 아옌데는 수차례 임금을 인상했으나 칠레 법정통화의 인플레이션 때문에 무용지물이었다. 프레이 대통령 시대에도 물가가 상승해왔지만(1967년부터 1970년까지 27% 상승) 1972년 8월 한 달에만 기본 소비재 가격이 190에스쿠도에서 421에스쿠도로 120%나 치솟았다. 1970년에서 1972년 사이 아옌데가 집권할 때 수출은 24%나 떨어지고 수입은 26%가 상승했으며 식량 수입은 149%에 달했다. 명목 임금은 오르고 있었지만 생활 수준은 나아지지 않았다. 남미에서 처음으로 사회주의 정부가 민주선거로 등장했다는 사실에 두려움을 느낀 미국이 구리가격을 크게 떨어지게 하면서 칠레 경제는 더 어려워졌다. 실제로 구리는 칠레의 가장 중요한 수출품이었는데(칠레 수출의 절반 이상이 이 자원 하나에서 나왔다), 국제 시장에서 구리 가격이 떨어지면서 수출 소득이 떨어졌다. 국제 구리 가격이 칠레에 불리하게 요동치면서 1971-72년 칠레 경제에 악영향을 끼쳤다. 1970년 톤당 66$에 이르던 구리 가격은 1971-72년에는 겨우 48-9$로 곤두박칠 쳤다.

#### 사이버신 계획
그런 가운데 아옌데 정부는 텔렉스(telex) 기계와 컴퓨터의 네트워크인 사이버신 계획을 추진했다. 이것은 영국의 사이버네틱스 전문가 스태포트 비어가 개발한 것이었다. 이 네트워크를 통해 공장에서 산티아고의 정부로 데이터를 전송할 수 있어서 실시간으로 경제 계획을 조정할 수 있었다.

#### 카스트로 방문
1971년 칠레는 쿠바와 외교 관계를 복원하여, 멕시코, 캐나다와 함께 아메리카 대륙에서 쿠바와 외교 관계를 맺지 말자는 미주 기구 협약을 묵살했다. 그 직후 쿠바 대통령 피델 카스트로는 한 달간 칠레에 순방했다. 방문 중 카스트로는 수많은 군중을 끌어모으며 아옌데에게 공개적인 충고를 주었는데, 이는 민중들에게 정치적 권리가 "사회주의를 향한 칠레의 길"(즉 칠레가 쿠바와 같은 길을 가려는 노력)을 뒷받침하는 증거라고 생각하게 되었다.

#### 파업과 계급갈등
민중의 복지를 중요하게 생각하는 아옌데 대통령의 개혁정치때문에 칠레에서의 특권을 잃을 것을 걱정한 미국과 다국적 기업들은 아옌데 민주정부와의 경제적 협력거부(그 실례로 스위스의 다국적 기업인 네슬레는 1971년 영양실조에 시달리는 어린이들에게 나누어줄 분유를 사고 싶다는 아옌데 정부의 요구를 거부함으로써 칠레 경제계에서의 특권을 유지하려고 하였다.), 파업, 태업, 물가인상 조장으로 칠레 경제를 파멸시키기 시작했다. 실제로 1972년 10월 칠레에서는 파업이 밀어닥쳤다. 처음에는 트럭 기사들이 주동했으나 나중에는 소사업가, 몇몇 (대개 전문직) 노조, 일부 학생 집단이 가세했다. 경제에 타격을 준 것은 물론이거니와 24시간 파업으로 인해 아옌데는 총사령관 카를로스 프라츠 장군을 내무부 장관에 임명하게 된다. 또 그는 국가가 정지하는 사태를 막고자 트럭 징발을 정부에 지시했다. 정부 지지자들은 트럭과 버스를 모으는 데 도왔으나 폭력 사태가 발생하면서 완전히 동원하지 못했으며, 경찰 보호를 받으며 파업을 분쇄하는 역할을 하기도 했다. 아옌데의 조치는 칠레 항소 법원에 의해 불법적으로 선포되기에 이르렀으며, 정부는 트럭 소유자들이 트럭을 되돌리도록 명령했다. 그의 임기 내내 (아옌데의 사회주의 노선의 개혁정치를 지지한) 토착민, 노예 출신의 빈민들과 백인 정착민 출신 상류층 사이에 긴장이 높아갔다.

#### 반대자들과의 갈등
임기 내내 아옌데는 기독교 민주당이 지배하는 의회에서 열세를 면치 못했다. 기독교 민주당(1970년 대선에서 사회주의 정강으로 나섰지만 아옌데가 대통령이 되자 자신들의 정치적 위치에서 표류하여 결국 국민당과 연합을 이루게 된다.)은 아옌데가 칠레를 쿠바식 독재로 몰아가고 있다고 비난을 멈추지 않았으며, 그의 여러 급진적인 정책들을 뒤집으려고 들었다. 아옌데와 의회 내 그의 반대 세력은 끊임없이 서로가 칠레 헌법을 훼손하고 비민주적으로 행동한다고 비방했다. 아옌데의 사회주의 정책에 반대하는 세력중에는 미국도 있었다. 아옌데가 쿠바와 밀접하게 접촉하며 점점 대담하게 사회주의 정책을 펼치자(부분적으로는 그의 연합 세력 중 더 급진적인 세력의 압박에 기인하기도 했다) 미국 정부는 두려움을 느꼈다. 보수주의 정권인 닉슨 행정부는 국제 기구를 통해 칠레에 경제 제재를 가했으며 칠레 의회의 反아옌데 세력을 지원했다. 아옌데가 당선되자마자 닉슨은 CIA와 미국 국무성에 지시하여 아옌데 정부를 "압박"하도록 했다.

### 피노체트의 쿠데타와 아옌데의 죽음
아옌데 대통령의 사회주의적인 개혁정치를 방해함으로써 칠레경제계에서의 특권을 유지하려는 자본가들과 미국의 방해에도 불구하고, 아옌데 대통령이 1973년 3월 전보다 더 많은 표를 받아 다시 당선되어 개혁정치가 계속될 것이 분명해지자 군부에서는 1973년 9월 11일 미국의 지원을 받은 칠레 쿠데타를 일으켰다. 칠레국경과 공항은 모두 폐쇄되었으며, 모든 정치활동이 금지되었고, 국회와 방송국등의 주요기관은 군이 점령했다. 좌파정당 가입자를 비롯한 반군부인사들은 많은 인사들이 체포되어 총살되었다.또한 좌파냐, 우파냐 하는 이념구분없이 군부독재에 반대하는 이들은 고문을 당했다. 이러한 군부독재정권의 폭력과 칠레군부의 쿠데타를 지원한 미국 모두 거센 비판을 받았지만, 군부정권은 국가폭력외에도 군사평의회(훈타)를 결성, 측근들을 고위관료로 임명하는 측근정치를 하였고, 미국도 국가폭력으로 국민의 인권을 짓밞은 피노체트 군부독재정권에 대해 경제원조를 실시하였다.

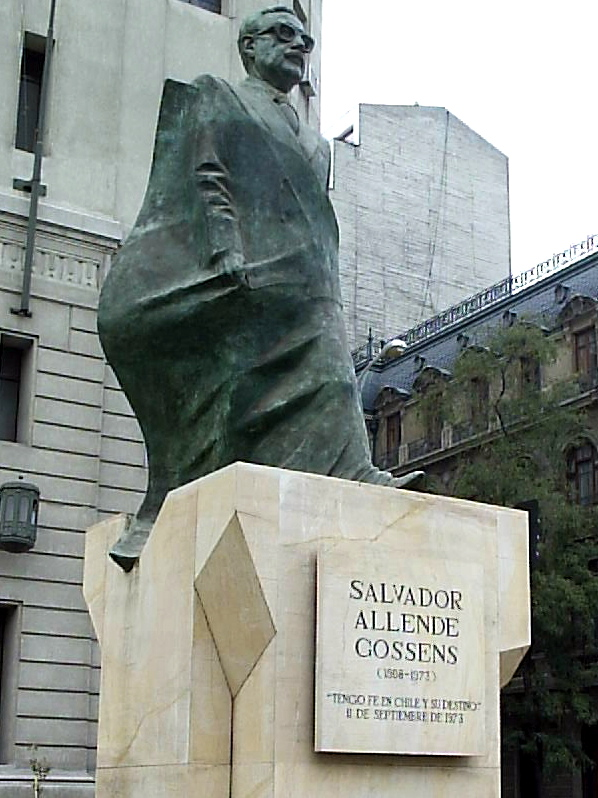
아옌데의 동상.

한편 아옌데는 아우구스토 피노체트의 군사 쿠데타에 대항하여 직접 권총을 들고 끝까지 투쟁하다 1973년 산티아고의 모네다 궁(칠레의 대통령궁)에서 피델 카스트로로부터 선물받았던 AK-47 소총으로 자살하였다. 이 때에 2발이 발사 되었으며, 머리 위에서 발사하여 자결한 것이다.
수십 년간의 군부의 처형 의혹이 있었으나, 아옌데 대통령이 피노체트 쿠데타 세력과의 투쟁끝에 자살했다는 설명은 그의 가족과 그의 정당의 소속한 사람들에게도 널리 인정되고 있다. 이런 인정은 자살을 목격하고 진술하였던 Patricio Guijón과 몇 년 뒤에 진술하였던 José Quiroga 등 대통령 궁 진료소의 두 의사의 증언에 기반하고 있다.
피노체트의 쿠데타로 죽기 전 그는 마지막 라디오 선언에서 다음과 같은 고별 인사를 하였다.
“이번이 제가 여러분에게 말하는 마지막이 될 것입니다. 곧 마가야네스 라디오도 침묵하게 될 것입니다. 그리고 여러분에게 용기를 주고자 했던 나의 목소리도 닿지 않을 것입니다. 그것은 중요하지 않습니다. 여러분은 계속 들을 수 있기 때문입니다.  나는 항상 여러분과 함께 할 것입니다. 내가 이제 박해 받게 될 모든 사람들을 향해 말하는 것은, 여러분들에게 내가 물러서지 않을 것임을 이야기하기 위한 것입니다. 나는 민중의 충실한 마음에 대해 내 생명으로 보답할 것입니다. 나는 언제나 여러분과 함께 있을 것입니다. 나는 우리나라의 운명과 그 운명에 믿음을 가지고 있습니다. 또 다른 사람들이 승리를 거둘 것이고, 곧 가로수 길들이 다시 개방되어 시민들이 걸어 다니게 될 것이고, 그리하여 보다 나은 사회가 건설될 것입니다. 칠레 만세! 민중 만세! 노동자 만세! 이것이 나의 마지막 말입니다. 나의 희생을 극복해내리라 믿습니다. 머지않아 자유를 사랑하는 사람들이 보다 나은 사회를 향해 위대한 길을 열 것이라고 여러분과 함께 믿습니다. 그들은 힘으로 우리를, 우리를 지배하는 것처럼 보이지만 무력이나 범죄행위로는 사회변혁 행위를 멈추게 할 수는 없습니다. 역사는 우리의 것이며, 인민이 이루어내는 것입니다. 언젠가는 자유롭게 걷고 더 나은 사회를 건설할 역사의 큰 길을 인민의 손으로 열게 될 것입니다.”

후일 군사평의회에 근무하던 요원이 토머스 하우저에제 증언한 바에 따르면, 아옌데의 시체는 머리가 쪼개지고 뇌가 마루와 벽에 흩뿌려졌다.
중남미 역사 전문가들은 민중의 편에서 정치를 한 아옌데 전 칠레 대통령을 진정한 좌파로 평가하지만, 기득권을 침해당한 보수층들의 반발을 대비하지 못해 쿠데타가 일어난 것에 대한 비판적인 평가도 있다. 즉 민주사회주의를 통해 사회주의 정책을 실시하고자 하였던 살바도르 아옌데 정권의 온건성이 군부의 보수반동적인 쿠데타를 막지 못했다고 보는 것이다.

### 아옌데의 죽음에 대한 의혹
당시와 이후 수년 동안, 아옌데의 지지자들은 거의 대부분 그가 쿠데타 세력에 의해 처형되었다고 여겼다. 1973년 9월 28일, 피델 카스트로는 아바나의 혁명 광장에서의 연설에서 1백만명의 쿠바인들에게 아옌데가 대통령 궁에서 피델이 선물한 ak소총으로 군부에 저항하다가 전사했다고 전했다. 또 다른 이야기로는, 아옌데가 대통령궁 바깥 계단에서 총격전 와중에 죽었다는 설명도 있다. 아옌데의 사망 이후 대중 연설에서 피델 카스트로는 아옌데가 군부와의 총격전 와중에 죽었다고 이야기해왔으나 2002년에 아옌데가 자살하였다는 것은 인정하였다.. 그러나 일부 지지자들은 아직도 그가 피노체트의 군부에 의해 처형되었다고 믿고 있다.
최근에, 그가 자살했다는 사실은 더 널리 인정되고 있는데, 이는 뉴스와 다큐멘터리에서의 여러 자세한 증언들에 따른 것이다. 또, 아옌데의 부인을 포함한 직계 가족들은 그가 자살했다는 사실에 대해 이견을 보인 바가 없다.
피노체트가 군사 쿠데타로 정권을 잡자, 미국의 외무부 장관이었던 헨리 키신저는 "미국은 쿠데타를 직접 실행한 것은 아니지만, 쿠데타가 성공할 수 있는 최고의 전제 조건들은 미국이 창출하였다"고 주장하였다.
그의 발언은 미국이 피노체트 극우 군사독재정권 형성에 일정한 역할을 했다는 것은 인정하고 있는 것이다. 그 증거로 CIA의 쿠데타 지원 공작사실이 문서공개등의 여러 경로로 밝혀져 있으며, 아직 불확실한 사실들이 밝혀지지 않고 있다. 유대계 미국인 편집자 앙드레 쉬프랭도 그의 저서 《열정의 편집》에서 미국이 칠레 대사를 통해 칠레에서 군부 쿠데타 음모가 벌어지고 있다는 것을 알고 있었다고 고발했다. 아옌데 대통령이 칠레의 국부를 유출시키는 미국계 구리광산을 국유화하자, 미국에서는 이에 대한 보복으로 구리값 폭락으로 칠레를 경제적으로 압박했으며,칠레 유통업을 마비시키기 위해 트럭 노동자 파업을 지원했다.

## 아옌데에 대한 비판
이런 면에도 불구하고, 아옌데에 대한 비판 여론은 상당수 존재한다. 그들은 아옌데가 상황을 너무 낙관적으로 생각했으며 그가 세운 경제정책은 대부분 실현가능성이 없는 것이라고 했다. 특히 베트남전이 종결되고 미국의 구리 비축량 개봉에 제대로 대응하지 못했다. 주로 구리 수출에 의존하는 칠레는 이 상황에서 신속히 대응해야 했지만 아옌데 행정부는 상황을 낙관적으로 봤을 뿐이였다. 게다가 아옌데가 구리 광산을 국유화 하면서 낙하산으로 들어온 사람들은 구리 광산에 도움이 되지 않았다. 구리 광산의 생산량은 자연히 떨어져 구리 가격이 폭락하는 동안 별 도움이 되지 못 했다.
사회적으로도 그가 집권하는 동안 칠레 사회는 혼란했다. 그는 극좌 무장 운동 등의 단체를 방관하면서 자기 세력을 불려나가는 데 바빴다. 진정한 위협인 군의 쿠데타를 무시한 체로, 자기 세력만 불려나가면 될 줄 아는 그는 쿠데타에 대응하지 못했다. 이후 쿠데타가 발생했을 때, 실제로 증명되었다. 피노체트 등 군부 세력이 봉기하자 그는 소련 등의 공산권으로 도망치는 쪽 보다는 대통령 궁에서 죽는 걸 선택했다. 아옌데에 대한 연구자들을 따르면, 소련은 아옌데가 집권 할 당시 구리 주문을 해 준 적이 있고, 그들은 칠레에게 큰 관심이 있었다. 이 상황에서 아옌데는 소련으로 망명을 가는 쪽이 더 나은 쪽이였다.

## 역대 선거 결과
| 선거명      | 직책명        | 대수 | 정당        | 득표율 | 득표수      | 결과 | 당락             |
| ----------- | ------------- | ---- | ----------- | ------ | ----------- | ---- | ---------------- |
| 1964년 선거 | 칠레의 대통령 | 31대 | 칠레 사회당 | 38.93% | 977,902표   | 2위  | 낙선             |
| 1970년 선거 | 칠레의 대통령 | 32대 | 칠레 사회당 | 36.61% | 1,070,334표 | 1위  | 칠레 대통령 당선 |

## 같이 보기
- 아우구스토 피노체트
- 프레이 몬탈바
- 빅토르 하라
- 파블로 네루다